# Donn F. Draeger
Donald Frederick "Donn" Draeger (15. april 1922 i Milwaukee – 20. oktober 1982 smst) var en amerikansk forfatter, militærofficer og instruktør inden for japansk kampkunst.
Draeger var forfatter til adskillige bøger omhandlende Østens kampkunst/kampsport set i et historisk - og praktisk perspektiv. Desuden udgives monografier over forelæsninger ved Draeger, hvilket blev afholdt ved University of Hawaii og saminarier i Malaysia, sidst i 1970erne og starten af 80erne.
Foruden sit forfatterskab var Drager ansat ved United States Marine Corps fra 1943 til 1956.
Inden for kampkunst/kampsport havde Draeger flere instruktørtitler inden for forskellige japanske kampdiscipliner. Draeger var kyoshi menkyo i Tenshin Shoden Katori Shinto-ryu, 5. dan judo, 7. dan kendo, 7. dan iaido og 7. dan i jodo.

## Biografi

### Personlige liv
Donn F. Draeger blev født i Milwaukee, Wisconsin, 15. april 1922. Hans forældre var Frank og Irma (Poetsch) Draeger. I 1940, i en alder af 17 år, levede Draeger i Milwaukee med sin far, hans stedmor Dora, to halvbrødre og hans fars stedfar og mor. Draeger blev viet i Bluefield, West Virginia den 18. juni 1949. I løbet af de efterfølgende to år fik Draeger og hans hustru to sønner.
I 1956 blev Draeger optaget ved Georgetown University i Washington, DC, og i 1959 fik han graden 'bachelor of science' fra Sophia University in Tokyo.
Draeger døde den 20 Oktober 19825 ved 'The Veterans Affairs Medical Center' i Milwaukee, hvor årsagen til hans død var levercancer. Draeger blev kremeret ved 'Wood National Cemetery' i Milwaukee den 25. oktober 1982.

### Research
Efter mange år i stillehavsområdet havde Draeger permanent bopæl i Japan i midten af 1950'erne og blev fuldstændigt besat af studiet af japanske kampdiscipliner. Draeger opnået medlemskab af Japans ældste kulturelle organisation for studiet og bevarelse af klassisk kampkunst, Nihon Kobudo Shinkokai. Draeger grundlagde International Research Section (IRS) ved Nihon Kobudo Shinkokai med henblik på at gøre det lettere for ikke-japanske personer at få adgang til studie og adfærdsresearch inden for det japanske kamp-etos. I begyndelsen af 1960erne havde denne sektion bidraget med en kontinuerlig serie af undersøgelser i Japan og produceret et omfattende antal data primært relateret til Japan. Senere sidst i 1950'erne foretog Draeger navneforandring af denne Sektion til International Hoplology Society (IHC) og modificerede aktiviteterne i organisationen til at inkludere et more internationalt område.
I 1970erne anvendte Draeger anselig tid på forelæsninger ved blandt andet University of Hawaii Manoa og udviklede professionel kontakter mellem IHRC og forskere med henblik på forbunds relaterede research.
Draeger forblev direktør for IHRC i Tokyo indtil hans død i l982. Siden 1983 har funktionerne af IHRC, omdøbt til the International Hoplology Society i 1986, været ledet af Hunter B Armstrong og David A Hall.

### Militær
Draeger begyndte sin rekuttræning ved Marine Corps Recruit Depot San Diego i januar 1943. Efter uddannelsen blev han optaget på 'officer candidate school' ved Marine Corps Base Quantico. Drager fik officersbestallingen som 'second lieutenant' i april 1943 og blev efterfølgende forfremmet til 'first lieutenant' i april 1945, og til 'captain' i 1947.
Oktober 1944 modtog Draeger træning som signalofficer, hvor han var tilknyttet Corps Signal Battalion, V Amphibious Corps. I løbet af februar og marts 1945 deltog Corps Signal Battalion i slaget om Iwo Jima.
April 1945 blev Draeger forfremmet til 'first lieutenant' og overført til III Marine Expeditionary Force (III MEF), der skulle forberede invasionen af Japan (Operation Downfall). Da stillehavskrigen endte i august 1945 vendte III Marine Expeditionary Force til Nordkina for at acceptere japanske soldaters overgivelse. Fra oktober 1945 til februar 1946 tjente Draeger ved en signalenhed i Tianjin, Kina.
Draeger vendte tilbage til USA i foråret 1946, hvor han lå ved Marine detachementer i Illinois, Michiganog Wisconsin.
Januar 1947 blev Draeger overflyttet til Marine Corps Base Camp Lejeune. Imens han tjente ved Camp Lejeune blev han forfremmet til 'captain'.
Sommeren 1951 blev Draeger sendt til Koreakrigen, hvor han tjente som siganiofficer i 1st Marine Division. Under opholdet i Korea blev ansvarlig for undervisning i judo ved Hongcheon.
Oktober 1952 blev Draeger flyttet til Headquarters Marine Corps.

### Media og kunstsamling
Draeger arbejde kortvarigt inden for filmbranchen. Han var kampkunst-koordinator for James Bond-filmen You Only Live Twice, hvor skuespilleren Sean Connery havde hovedrollen som James Bond. Draeger optrådte også i dokumentarudsendelse om Kendo (Kendo: The Path of the Sword) i 1980.
Under sit ophold i Japan opbyggede Draeger en samling af japansk træsnit (ukiyo-e) og i 2004 blev en del af hans træsnitsamling af sumo udstillet under organisering af Seattle Asian Art Museum.

## Udgivelser
Donn F. Draeger har udgivet følgende litteratur:

### Bøger
Forfatterskab:
- Weapons and Fighting Arts of the Indonesian Archipelago (Rutland and Tokyo: Charles E. Tuttle, 1972, 1992)
- The Martial Arts and Ways of Japan, Volume I: Classical Bujutsu (New York and Tokyo: Weatherhill, 1973, 1996)
- The Martial Arts and Ways of Japan: Volume II: Classical Budo (New York and Tokyo: Weatherhill, 1973, 1996)
- The Martial Arts and Ways of Japan: Volume III: Modern Bujutsu and Budo (New York and Tokyo: Weatherhill, 1974, 1996)
- Ninjutsu: The Art of Invisibility, Japan's Feudal Age Espionage Methods (Tokyo: Lotus Press Ltd., 1977; Phoenix Books, 1994)

Medforfatter:
- Donn F. Draeger and Ishikawa Takahiko. Judo Training Methods (Rutland and Tokyo: Charles E. Tuttle, 1962, 1999).
- Donn F. Draeger and Nakayama Masatoshi. Practical Karate: A Guide to Everyman's Self-defense (Rutland and Tokyo: Charles E. Tuttle, 1963, 1998)
- Donn F. Draeger and Nakayama Masatoshi. Practical Karate: Against the Unarmed Assailant (Rutland and Tokyo: Charles E. Tuttle, 1963, 1998)
- Donn F. Draeger and Otaki Tadao. Judo for Young Men, Basic and Intermediate: An Interscholastic and Intercollegiate Standard (Tokyo and New York: Kodansha International, 1964)
- Donn F. Draeger and Nakayama Masatoshi. Practical Karate: Against Multiple Unarmed Assailants (Rutland and Tokyo: 1964, 1998)
- Donn F. Draeger and Nakayama Masatoshi. Practical Karate: Against Armed Assailants (Rutland and Tokyo: Charles E. Tuttle, 1964, 1998)
- Donn F. Draeger and Nakayama Masatoshi. Practical Karate: For Women (Rutland and Tokyo: Charles E. Tuttle, 1965, 1998)
- Donn F. Draeger and Ken Tremayne. The Joke's on Judo (Rutland and Tokyo: Charles E. Tuttle, 1965)
- Donn F. Draeger and Nakayama Masatoshi. Practical Karate: Special Situations (Rutland and Tokyo: Charles E. Tuttle, 1966, 1998)
- Donn F. Draeger and Inokuma Isao. Weight Training for Championship Judo (New York and Tokyo: Kodansha International, 1966)
- Donn F. Draeger and Robert W. Smith. Asian Fighting Arts (Tokyo and New York: Kodansha International, 1969; re-titled Comprehensive Asian Fighting Arts upon republication in 1980)
- Donn F. Draeger and Howard Alexander, and Quintin Chambers. Pentjak-Silat: The Indonesian Fighting Art (Tokyo and New York: Kodansha International, 1970)
- Donn F. Draeger and Tjoa Khek Kiong, and Quintin Chambers. Shantung Black Tiger: A Shaolin Fighting Art of North China (New York: Weatherhill, 1976, 1997)
- Donn F. Draeger and and Leong Cheong Cheng. Phoenix-Eye Fist: A Shaolin Fighting Art of South China (New York and Tokyo: Weatherhill, 1977, 1997)
- Donn F. Draeger and and Quintin Chambers. Javanese Silat: The Fighting Art of Perisai Diri (Tokyo and New York: Kodansha International, 1978)
- Donn F. Draeger and and P'ng Chye Khim. Shaolin, An Introduction to Lohan Fighting Techniques (Rutland and Tokyo: Charles E. Tuttle, 1979, 1991)
- Donn F. Draeger and and Otaki Tadao. Judo Formal Techniques: A Complete Guide to Kodokan Randori no Kata (Rutland and Tokyo: Charles E. Tuttle, 1982, 1991)
- Donn F. Draeger and and Gordon Warner. Japanese Swordsmanship: Techniques and Practice (New York: Weatherhill, 1982)

Oversættelser:
- Otake Risuke. The Deity and the Sword: Katori Shinto Ryu, Volume I (Tokyo: Minato Research and Publishing Co., 1977)
- Otake Risuke. The Deity and the Sword: Katori Shinto Ryu, Volume II (Tokyo: Minato Research and Publishing Co., 1977)
- Otake Risuke. The Deity and the Sword: Katori Shinto Ryu, Volume III (Tokyo: Minato Research and Publishing Co., 1977)

### Artikler
Forfatterskab:
- "1960 World Championships," Judo Journal, Spring 1961, (http://www.bestjudo.com/article19.shtml Arkiveret 17. juli 2009 hos  Wayback Machine)
- "Judo: Weight Training at Kodokan," Strength & Health, August 1961, 24-25, 48.
- "The Truth about Karate," Strength & Health, November 1961, 24-25, 50.
- "Karate's Man of Iron, Mas Oyama," Strength & Health, July 1962, 28-29, 54-58
- "Invisible Men with Secret Weapons," This is Japan, 9 (September 1962), 209-213
- "Judo Randori no Kata and Ju no Kata," 1966 AAU - JBBF Judo Handbook, (http://www.judoinfo.com/kata.htm Arkiveret 8. maj 2014 hos  Wayback Machine)
- "Judo on Bali," Judo Illustrated, 2:1 (January-February 1968), 27-31
- "An Analysis of Competition" (probably Judo Illustrated, 1968), (http://www.judoinfo.com/draeger.htm Arkiveret 8. maj 2014 hos  Wayback Machine)
- "The Fundamentals of Sword Handling for Judoists (Part I)," Judo Illustrated, 2:6 (November-December 1968), 17-22
- "Fundamentals of Sword Handling for Judoists (Part II)," Judo Illustrated, 3:1 (March-April 1969), 30-33
- "The Development of Kodokan Judo," Judo Illustrated, 3:2 (July-August 1969), 26-27, 34
- "What is Rank: The Matter of Integrity of Judo Ranks," AAU/USJF Handbook, 1970
- "The Moluccan Tjabang," Judo Illustrated, 3:3 (November-December 1969), 1, 12-13
- "The Origins," Judo Illustrated, 3:3 (November-December 1969), 10-11, 31
- "The Tjbang," Judo Illustrated, 4:2 (April 1970), 14-15
- "Blood… Sweat… Tears, Judo Training at Waseda University," Judo Illustrated, 5:3 (June 1970), 18-20
- "Classical Judo Teaching and Learning Patterns," Judo Illustrated, 5:3 (June 1970), 27-28
- "Editorial," Judo Illustrated, 4:4 (August 1970), 2
- "The 1970 All-Japan Judo Championship," Judo Illustrated, 4:4 (August 1970), 6-11
- "Texas Damashii," Judo Illustrated, 4:4 (August 1970), 12-14 (Texas judoka Bill Sanford)
- "The Mustika Kwitang Tjabang (Part I), Judo Illustrated, 4:5 (October 1970), 22-23
- "Editorial," Judo Illustrated, 4:6 (1970), 3
- "The Jigoro Kano Kwai," Judo Illustrated, 4:6 (1970), 9-10
- "The 1971 All-Japan Judo Championship," Judo Illustrated, 5:4 (August 1971), 4-14
- "The Japanese Martial Arts Are Not Identical to the Japanese Martial Ways," Judo Illustrated, 5:4 (August 1971), 16-17
- "The Japanese Martial Arts and Ways Are Composed of Classical and Modern Cognate Forms," Judo Illustrated, 5:5 (October 1971), 14-15
- "The Classical Japanese Martial Arts Are Not 18 in Number," Judo Illustrated, 5:6 (December 1971), 32-33
- "The Arit," Judo Illustrated, 5:6 (December 1971), 55-57
- "The Making of the First Olympic All-Categories Judo Champion," Judo Illustrated, 6:1 (May 1972), 6-9
- "The Making of the First Olympic All-Categories Judo Champion, part 2," Judo Illustrated, 6:2 (July 1972), 6-9
- "The Making of the First Olympic All-Categories Judo Champion, part 3," Judo Illustrated, 6:3 (September 1972), 6-11
- "Olympic Judo Highlights 1964 (Part 1), Judo Illustrated (October 1972), 6-10
- "Olympic Judo Highlights 1964 (Part 2)," Judo Illustrated (November 1972), 6-9
- "Sambo Techniques for Judoist: Posture and Gripping," Judo Illustrated, 7:3 (September 1973), 13-15
- "Sambo Techniques for Judoist: Standing-Throwing Tactics," Judo Illustrated, 7:4 (October-November-December 1973), 7
- "The Japanese Martial Arts Are Different from the Japanese Martial Ways," Martial Arts International, 1:1 (January 1974), 7-8
- "The Influence of Indian Culture on Balinese Weapons," Martial Arts International, 1:1 (January 1974), 43-44
- "The Japanese Martial Arts and Ways Are Composed of Classical and Modern-Cognate Disciplines," Martial Arts International, 1:1 (January 1974), 43-44
- "Osotogari," Judo Illustrated, 8:1 (February 1974), 6-7
- "Uchimata," Judo Illustrated, 8:2 (April 1974), 14-15
- "Taiotoshi," Judo Illustrated, 8:3 (June 1974), 16-17
- "Polynesian Petroglyphs," Orientations (February 1974), 66-68
- "Sambo Techniques for Judoist," Judo Illustrated, 8:1 (February 1974), 16
- "The Classical Japanese Martial Arts Are Not Sports," Martial Arts International, 1:3 (May 1974), 11-12
- "The Origins of Kamae in Japanese Karate-Do," Martial Arts International, 1:3 (May 1974), 44-46
- "Martial Arts: Definitions and Approaches, an Introduction to the Concept of Combative Culture," in Play: Anthropological Perspectives, edited by Michael A. Salter (West Point, NY: Leisure Press, 1977)
- "Brigand or Patriot? Kusanoki Masashige," in Great Historical Figures of Japan, edited by Murakami Hyoe and Thomas J. Harper (Tokyo: Japan Culture Institute, 1978)
- "An Introduction to Hoplology: Part I of II," Hoplos, 1:1 (February 1979), 3-4
- "An Introduction to Hoplology: Part II of II," Hoplos, 1:2 (April 1979), 3-4
- "The Terminology Study Project," Hoplos, 1:3 (July 1979), 4-5
- "Computerization in Hoplology," Hoplos, 1:4 (August 1979), 4-5
- "The Hoplologist: Generalist or Specialist," Hoplos, 1:5 (November 1979), 4-5
- "Hoplology and the Bang, Big or Small," Hoplos, 1:6 (December 1979), 1-2
- "Typology in Hoplology," Hoplos, 2:1 (February 1980), 3-4
- "Let Me Count the Ways, Part I," Hoplos, 2:2 (April 1980), 7-8
- "Let Me Count the Ways, Part II," Hoplos, 2:3 (June 1980), 7-9
- "Let Me Count the Ways, Part III," Hoplos, 2:4 (September 1980), 2-3
- "Let Me Count the Ways, Part IV," Hoplos, 2:5 (November 1980), 6-8
- ""The Martial-Civil Dichotomy in Asian Combatives," Hoplos, 3:1 (February 1981), 6-8
- "The Academic Mistreatment of the Japanese Martial Ethos," Hoplos, 3:2 (April 1981), 3-4
- "Hoplology: A Century-Old Discipline Yet to Be Appreciated," Hoplos, 3:3 (June 1981), 7-8
- "Some Aims and Objectives of Hoplology: Part I," Hoplos, 3:4 (August 1981), 7
- "Some Aims and Objectives of Hoplology, Part II," Hoplos, 3:5 (October 1981), 1-2
- "The Ten Purposes of the IHRC," Hoplos, 4:1 (March 1982), 13-14
- "The Influence of Indian Culture on Balinese Weapons," Hoplos, 4:3 (December 1984), 4-6
- "Understanding East Asian Combatives: Part I of II," Hoplos, 6:1 (Spring 1990), 1-4
- "Understanding East Asian Combatives: Part II of II," Hoplos, 7:2 (Winter 1992), 21-25
- "Letters on Miyamoto Musashi," Journal of Asian Martial Arts, 8:3 (1999), 34-37

### Øvrige bidrag
- Donn F. Draeger and Shimizu Takaji. "Judo… Jodo," Judo Illustrated, 2:6 (November-December 1968), 44-45
- Donn F. Draeger and Howard Alexander, and Quintin Chambers. "Batumerah Swordswomen," Judo Illustrated, 5:4 (August 1971), 24-25
- Donn F. Draeger and Otake Risuke. "A Commentary on the Technique of Sword Drawing," Judo Illustrated, 5:5 (October 1971), 23
- Donn F. Draeger and Howard Alexander, and Quintin Chambers. "Long-knife Fighting on Ambon," Judo Illustrated, 5:5 (October 1971), 24-25
- Donn F. Draeger and Howard Alexander, and Quintin Chambers. "Tjakalele," Judo Illustrated, 5:5 (October 1971), 37-38
- Donn F. Draeger and Datuk Meor Abdul Rahman bin Uda Hashim. "Silat Seni Gayung," Martial Arts International, 1:2 (March 1974), 41-43

 International Hoplological Society Donn F. Draeger Monograph Series
- No. 1: "Kiai: The Role of Sound in Japanese Martial Arts & Ways"; "Makimono: Japanese Handscrolls"
- No 2: "Ranking Systems in Japanese Martial Arts: Modern vs. Classical"; "Bujutsu and Budo"
- No. 3. "Zen and the Japanese Warrior"; "Esoteric Buddhism in Japanese Warriorship"
- No. 4. "The Martial Arts and Ways of Japan," Part 1
- No. 5. "The Martial Arts and Ways of Japan," Part 2
- No. 6. "The Martial Arts and Ways of Japan," Part 3
- No. 7. "The Martial Arts and Ways of Japan," Part 4